# Кемптен (Алльгой)
Ке́мптен (нем. и бав. Kempten или Kempten (Allgäu), лат. Cambodunum) — баварский город в современной Германии (ФРГ), город земельного подчинения, расположен в государстве (земле) Свободное государство Бавария.
Город подчинён административному округу Швабия. Население составляет 62 060 человек (на 31 декабря 2010 года). Занимает площадь 63,29 км². Официальный код — 09 7 63 000.

## История
На этих  землях проживали винделики (vindelici), родичи ретийцев, которые были побеждены пасынками Августа, и на захваченных у них землях была образована римская провинция Винделиция, и римляне образовали один из важнейших городов провинции Камбиодунум   (Cambiodunum), позже названый Кемптен.
Город является старейшим основанным древними римлянами городом, ранее был полевым лагерем, затем крепостью, на реке Иллере, в предгорьях Альгейских Альп, в Германских землях. После христианизации населения германских земель, рядом с городом был основан, женой Карла Великого, монастырь, позже появилось и аббатство, а его аббат, с XIV столетия, стал имперским духовным князем.
С 1500 года аббатство Кемптен и имперский город Кемптен входили в состав Швабского округа Германо-римской империи, и его аббат и городской представитель участвовали в заседаниях окружных и имперских органов власти, в качестве духовного князя и городского представителя округа.
В январе 1526 года, в ходе крестьянского восстания поднялись и жители поселяне приписные к аббатству Кемптен. Аббат принуждён был заключить с ними очень невыгодный договор.
В 1531 году лютеранский имперский город вошёл в Шмалькальденский союз.
В 1803 году аббатство и лютеранский имперский город перешли к Баварскому курфюршеству, при этом аббатство было секуляризировано курфюршеством, ставшим позднее королевством Бавария в составе Германской империи.
В Королевство Бавария город составился из двух частей: прежнего лютеранского имперского города и поселения при монастыре.
На конец XIX столетия в Кемптен проживало 13 872 жителей обоего полу, и имелось: замок, ратуша, остатки римской крепости. В городе и его окрестностях было организовано производство бумаги и хлопчатобумажных тканей, а также важная торговля сыром и лесом.
На начало XX столетия уже проживало около 20 500 жителей.

## Фотографии

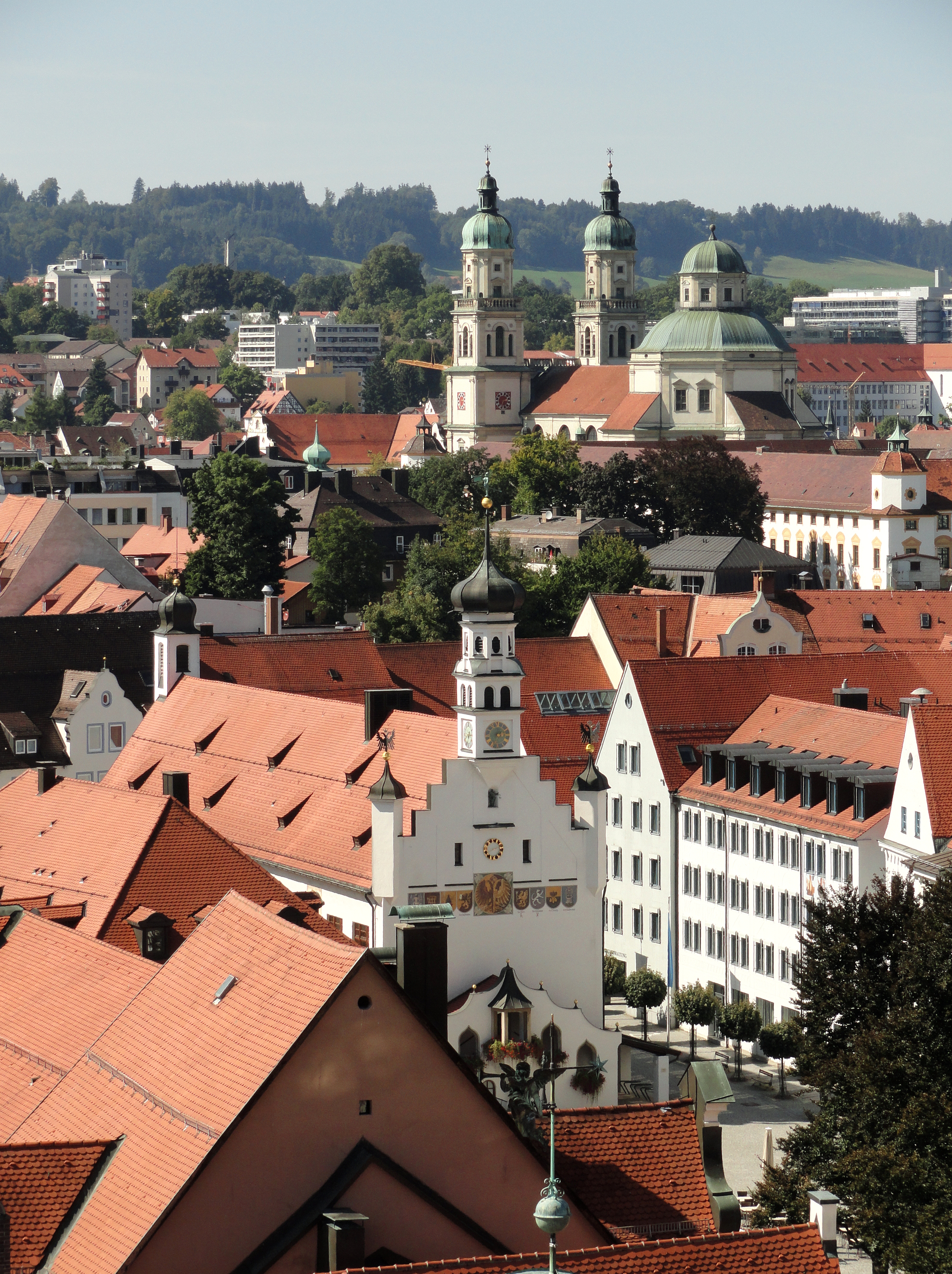
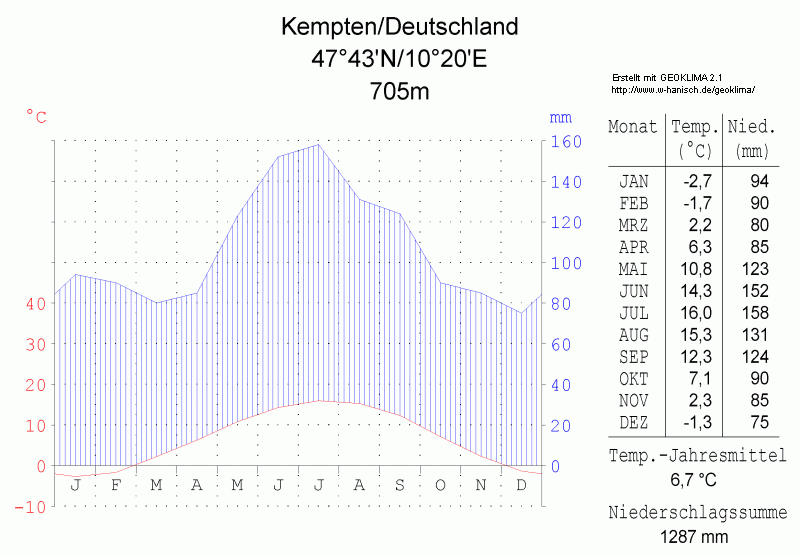
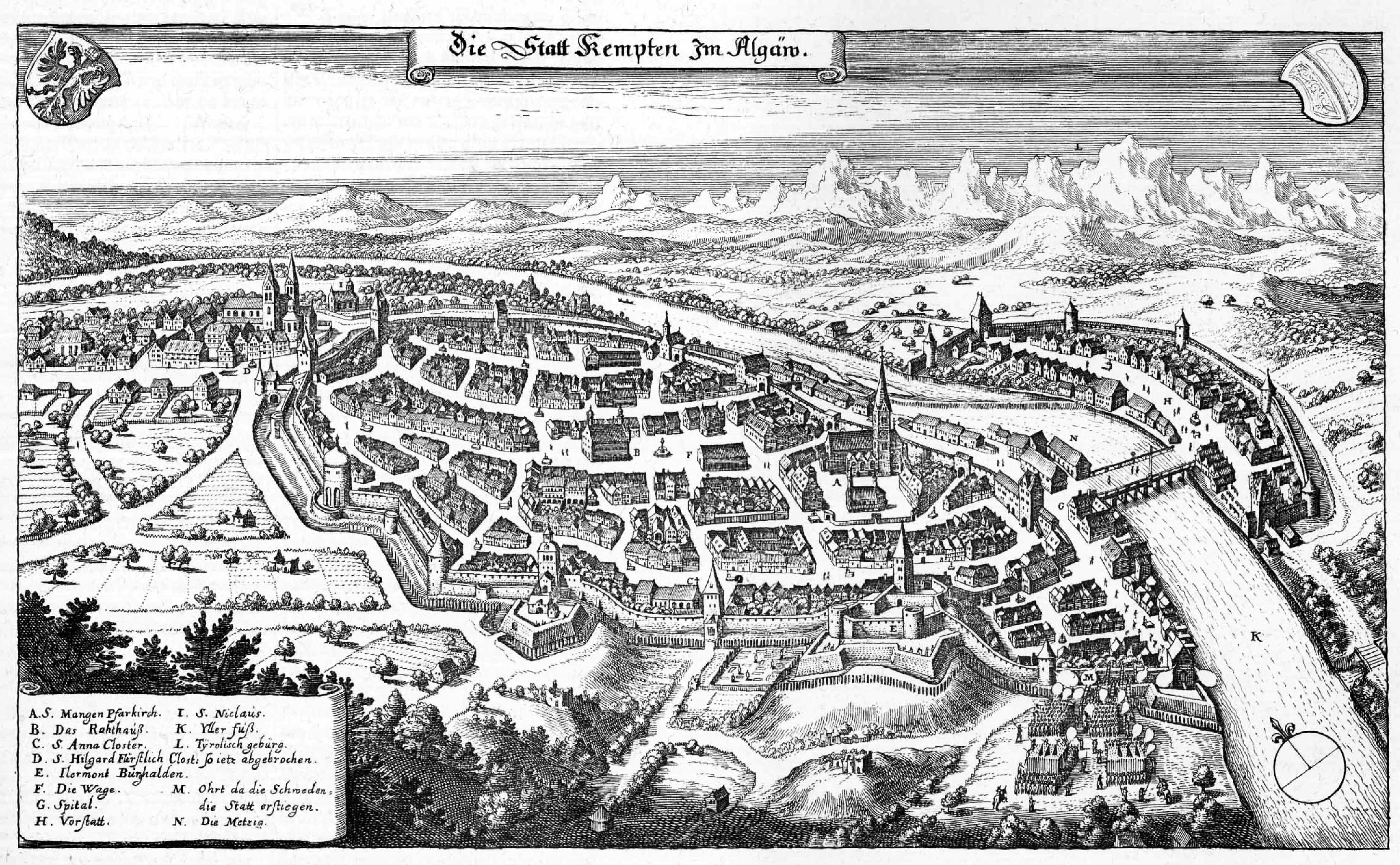
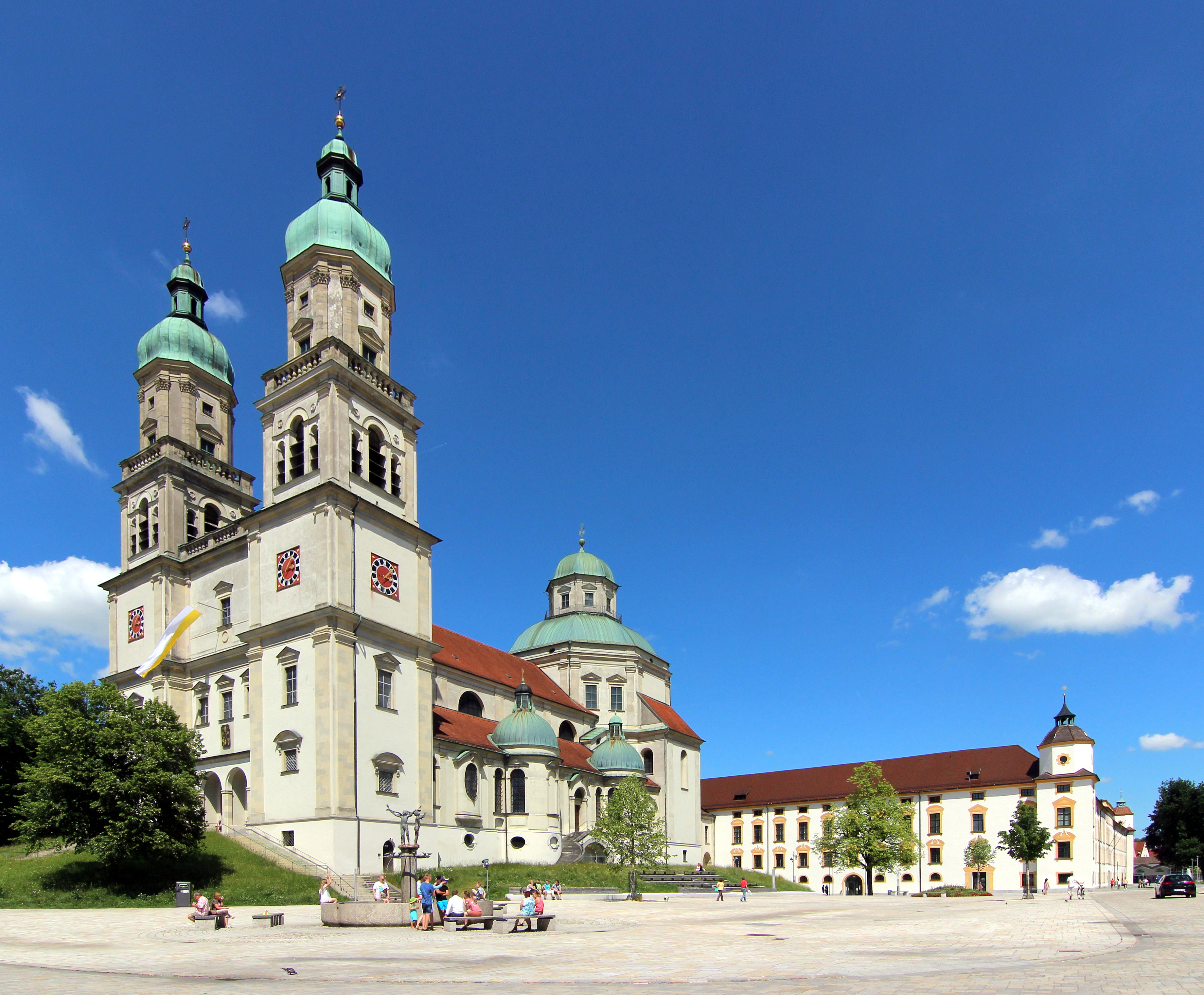
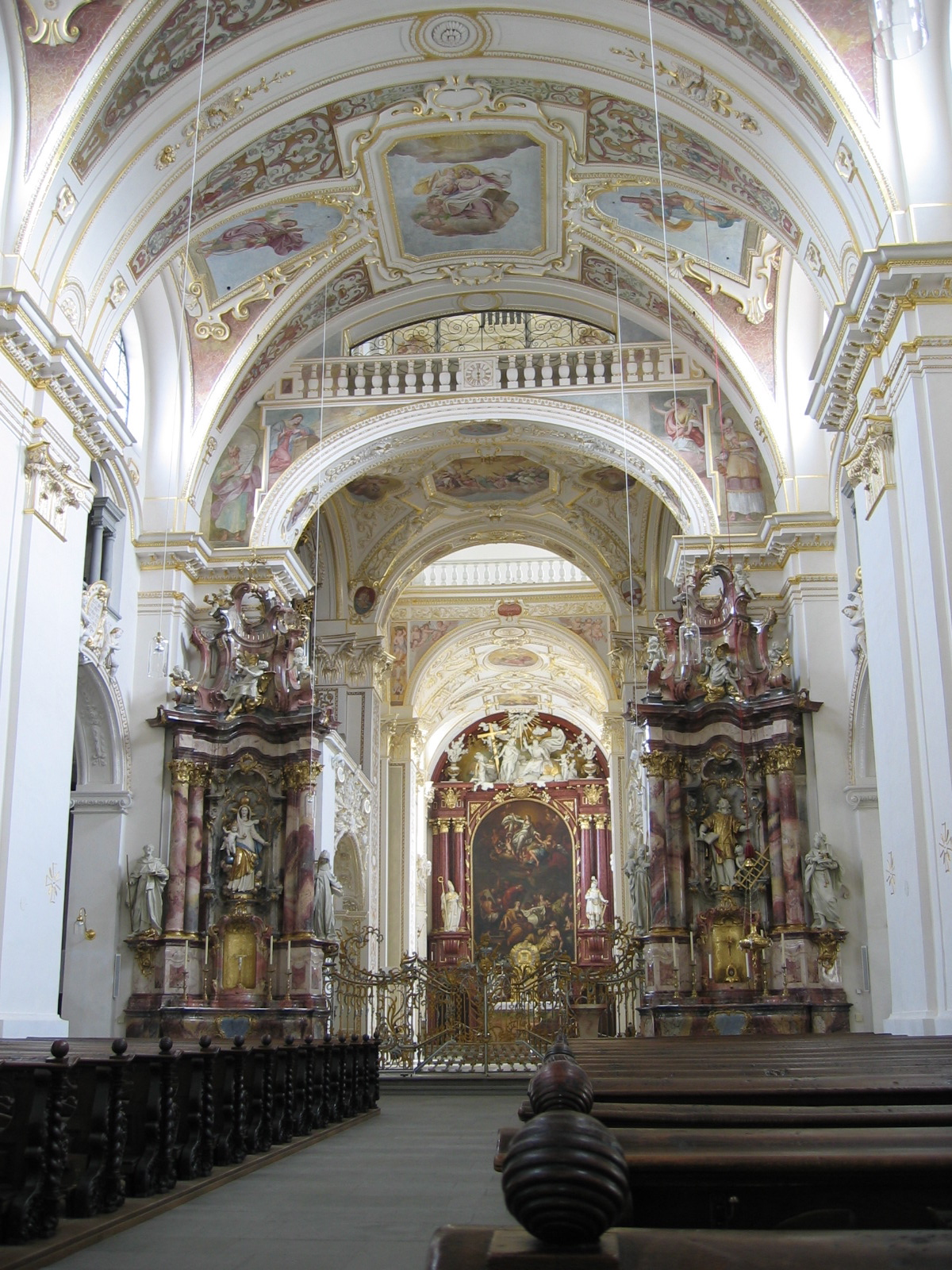

## Население
По оценке на 31 декабря 2015 года население межрайонного города (городской общины) Кемптен составляет 66 947 чел. 

| Дата      | 1840  | 1871  | 1900  | 1925  | 1939  | 1950  | 1961  | 1970  | 1987  | 2011  |
| --------- | ----- | ----- | ----- | ----- | ----- | ----- | ----- | ----- | ----- | ----- |
| Население | 11092 | 16049 | 25859 | 31176 | 36740 | 49280 | 52684 | 56663 | 59369 | 64078 |

| Год       | 1960  | 1970  | 1980  | 1990  | 2000  | 2009  | 2010  | 2011  | 2012  | 2013  | 2014  | 2015  |
| --------- | ----- | ----- | ----- | ----- | ----- | ----- | ----- | ----- | ----- | ----- | ----- | ----- |
| Население | 52604 | 56703 | 57376 | 61906 | 61389 | 62007 | 62060 | 64300 | 64625 | 65044 | 65624 | 66947 |

## География

### Климат
| Показатель                        | Янв.  | Фев.  | Март  | Апр. | Май   | Июнь  | Июль  | Авг.  | Сен.  | Окт. | Нояб. | Дек. |
| --------------------------------- | ----- | ----- | ----- | ---- | ----- | ----- | ----- | ----- | ----- | ---- | ----- | ---- |
| Абсолютный максимум, °C           | 18,2  | 20,1  | 22,5  | 28,5 | 30,8  | 33,7  | 35,4  | 34,0  | 30,3  | 27,0 | 23,4  | 18,6 |
| Средний максимум, °C              | 3,1   | 4,4   | 8,8   | 12,8 | 17,6  | 20,7  | 22,8  | 22,6  | 18,4  | 14,0 | 7,7   | 4,1  |
| Средняя температура, °C           | −1    | −0,2  | 3,8   | 7,3  | 11,9  | 15,3  | 17,3  | 17,1  | 13,3  | 9,1  | 3,5   | 0,2  |
| Средний минимум, °C               | −5,2  | −4,8  | −1,1  | 1,8  | 6,2   | 9,9   | 11,8  | 11,5  | 8,1   | 4,3  | −0,8  | −3,8 |
| Абсолютный минимум, °C            | −29,8 | −23,5 | −23,7 | −9,4 | −4,2  | 1,2   | 4,4   | 1,9   | −1,8  | −7,9 | −17   | −21  |
| Норма осадков, мм                 | 86,4  | 73,5  | 87,9  | 82,9 | 118,7 | 150,1 | 145,0 | 143,1 | 104,8 | 82,3 | 85,6  | 93,5 |
| Источник: Погода и климат Кемптен |       |       |       |      |       |       |       |       |       |      |       |      |

## Интересные факты
- Долгое время ошибочно считалось, что в Кемптене совершилась последняя в Германии казнь «за колдовство» и что здесь была обезглавлена осуждённая в 1775 году за это служанка Анна Мария Швегелин. В настоящее время считается установленным, что последняя действительно находилась в Кемптене в заключении, но 7 февраля 1781 года умерла там своей смертью[16].